# Насичені аміни
Аліфатичні аміни або насичені аміни — органічні сполуки, що належать до класу амінів, вирізняються наявністю аліфатичних замісників при атомі азоту. Уперше найпростіші аліфатичні аміни (метиламін і етиламін) синтезував Шарль Вюрц у 1849 році. Для їх отримання він гідролізував відповідні алкілізоціанати, тріалкілціанурати та алкілсечовини. Фундаментальне ж вивчення властивостей, структури та методів синтезу аліфатичних амінів провів Август Вільгельм Гофман. Він запропонував терміни «первинний», «вторинний», «третинний» для позначення їх структури.
Природні аміни зазвичай є досить складними речовинами, проте серед природних амінів зустрічаються і аліфатичні аміни, наприклад, путресцин і кадаверин, які є продуктами розкладання білків.
2000 року сумарне світове виробництво аліфатичних амінів становило близько 100 000 т. Таким чином, вони є одними з найважливіших промислових хімічних напівпродуктів з широкою сферою використання. Зокрема, у виробництві агрохімікатів (особливо гербіцидів), барвників, ліків, поверхнево-активних речовин, пластиків тощо.

## Промислові методи отримання

### Виробництво зі спиртів
Найпоширеніший спосіб промислового отримання найпростіших аліфатичних амінів заснований на реакції відповідного спирту з аміаком у присутності каталізатора. При цьому завжди утворюється суміш первинних, вторинних і третинних амінів, оскільки утворений первинний амін, може вступати в реакцію з ще двома молекулами спирту. Це пов'язано з більшою нуклеофільністю продукту, порівняно з аміаком, а також з тим, що реакції утворення вторинного та третинного аміну екзотермічні та енергетично вигідніші, а реакція утворення первинного аміну приблизно термонейтральна. Регулювати співвідношення продуктів можна рахунок контролю умов реакції. За чого можна довести вихід цільового аміну до 90 % і вище.
Раніше синтез амінів зі спиртів проводився під дією каталізаторів дегідратації (оксид алюмінію, силікагель, оксид титану, оксид торію, змішані оксиди, глини та цеоліти) при температурі 500 °C. У наш час ці каталізатори застосовуються лише для синтезу метиламінів. Для синтезу старших гомологів зараз застосовуються каталізатори гідрування — дегідрування, засновані на нікелі, кобальті, міді та залізі, а також, меншою мірою, — платині і паладії. У такому процесі спирт, аміак та водень пропускають над каталізатором, нанесеним на інертну підкладку, при тиску 0,5-25 МПа та температурі 100-250 °С. Для зміщення рівноваги у бік первинного аміну використовується надлишок аміаку (від 2 до 8 еквівалентів).
Встановлено, що на першій стадії процесу спирт дегідрується до карбонильної сполуки, яка згодом реагує з аміаком, утворюючи імін або єнамін. Останні згодом гідруються до аміну.

### Виробництво з карбонільних сполук
У разі економічної доцільності як вихідну сполуку можна використовувати не спирт, а карбонільну сполуку. У першу чергу такий підхід застосовується для нижчих альдегідів, які в промисловості отримують за реакцією оксосинтезу і для ацетону, який утворюється в кумольному синтезі фенолу.
Як і в синтезі амінів зі спиртів, утворення аміну відбувається через імін, який утворюється за реакцією аміаку з карбонільною сполукою. Потім він гідрується до відповідного аміну. Суміш, що складається з карбонільної сполуки, аміаку та водню пропускається над каталізатором.

### Виробництво з нітрилів
Аліфатичні аміни можуть бути синтезовані з нітрилів методом каталітичного гідрування. Зазвичай як каталізатори використовуються благородні метали (паладій, платина, родій), нікель, кобальт, а також залізо. При цьому благородні метали дозволяють провести реакцію в м'яких умовах: 20-100 °С, 0,1-0,5 МПа, тоді як нікелеві та кобальтові каталізатори вимагають температури до 180 °С і тиску 25 МПа.

### Інші методи
Реакція алкілгалогенідів з аміаком або амінами призводить амонієвих солей, які під дією лугу вивільняють амін. Цей традиційний для препаративної хімії підхід не знайшов широкого застосування у промисловості. У наш час так отримують лише етилендіамін, гомологічні йому поліаміни, аліламін та деякі малотоннажні лікарські препарати. Причиною такого обмеженого застосування є відсутність відповідних вихідних матеріалів, корозія, а також проблеми з контролем якості продуктів.
Відновлення нітросполук також отримало лише обмежене застосування, оскільки вихідні нітроалкани не є широко доступні як вихідний матеріал. У наш час цей метод застосовується для синтезу 2-амінобутанолу-1 — прекурсора протитуберкульозного препарату етамбутол.
Аміни з третинним вуглеводневим замісником, наприклад, трет-бутиламін дуже важко отримати звичайними методами. Їх синтезують за реакцією Ріттера, приєднуючи ціановодень до алкену в кислому середовищі. Процес проводиться при 30—60 °С, а одержаний напівпродукт гідролізується при 100 °С. Застосування реакції Ріттера дуже обмежене, оскільки вона включає використання токсичного ціановодню, що викликає корозію, а також утворення суттєвої кількості побічних солей (3,3 кг на 1 кг трет-бутиламіну) та необхідність їх утилізації.

## Загальні хімічні властивості
Хімічні властивості аліфатичних амінів визначаються наявністю при атомі азоту неподіленої електронної пари, а також рухливістю атомів водню при аміногруп.

### Утворення солей
Подібно до аміаку, аліфатичні аміни утворюють солі з кислотами. Оскільки аміни містять алкільні замісники, що мають електродонорні властивості, вони є сильнішими основами, ніж аміак. Солі, що утворюються, добре розчинні у воді, але погано в органічних розчинниках. З урахуванням цієї властивості аліфатичні аміни часто використовуються в хімічних реакціях як акцептори кислот. Також вони знаходять застосування як розчинники для очищення газів та в деяких екстракційних процесах.

### Утворення амідів
При реакції з карбоновими кислотами та їх похідними (естерами, ангідридами та галогенангідридами) аліфатичні аміни утворюють відповідні заміщені аміди з дуже добрим виходом. Особливо високий вихід для реакцій з хлорангідридами, оскільки ця реакція дуже екзотермічна. У той же час реакція амінів з карбоновими кислотами часто закінчується лише на утворенні амонієвої солі.
Аналогічно, реакція амінів з сульфохлоридами (хлорангідридами сульфокислот) призводить до утворення сульфамідів. Наприклад, реакція з бензолсульфохлоридом служить для розрізнення первинних, вторинних та третинних амінів (проба Гінсберга). Первинні аміни утворюють сульфаміди, розчинні у лугах. Вторинні аміни дають сульфаміди, які у луги не розчиняють. Третинні аміни не реагують за цих умов.

### Реакції з карбонільними сполуками
Залежно від умов реакції та вихідних сполук, аміни реагують з карбонільними сполуками з утворенням імінів (у разі первинних амінів) або єнамінів (у разі первинних або вторинних амінів). Третинні аміни в подібні реакції не вступають, а альдегіди реагують швидше кетонів. Одержані іміни та єнаміни є промислово важливими сполуками, оскільки після гідрування вони призводять до нових амінів, що містять більшу кількість замісників.

### Реакції алкілування
Аліфатичні аміни вступають у реакції з алкілгалогенідами і діалкілсульфатами, даючи аміни з більшим ступенем заміщення. Так, первинні аміни при алкілуванні утворюють суміш вторинних, третинних амінів і четвертинної амонієвої солі. Така неселективність реакції пояснюється тим, що продукти реакції є сильнішими основами, ніж вихідний амін, і легко вступають у реакції подальшого алкілування. Проте такий метод може використовуватися для синтезу третинних амінів.
Також аліфатичні аміни алкілуються при реакції з епоксидами. При цьому у разі первинних амінів також утворюється суміш продуктів моно-і діалкілування, вторинні аміни дають тільки продукт моноалкілування, а третинні аміни утворюють четвертинні амонієві сполуки.

### Утворення ізоціанатів та сечовин
При реакції амінів з фосгеном спочатку утворюється відповідний хлорангідрид карбамінової кислоти, від якого далі відщеплюється хлороводень, що призводить до утворення ізоціанату. Якщо в реакційній суміші є надлишок аміну, відбувається подальша реакція з утворенням заміщеної сечовини. Ця реакція застосовується у промисловому синтезі гербіцидів, а також для отримання поліуретанів.

### Окислення
На відміну від своїх солей, вільні аміни дуже чутливі до окислення і піддаються ряду реакцій під дією різних окислювачів. Третинні аміни окислюються пероксидом водню до оксидів амінів, тоді як первинні та вторинні аміни дають гідроксиламіни та альдоксими.
Окислення азотистою кислотою використовується для розрізнення первинних, вторинних та третинних амінів. Первинні аміни в цих умовах піддаються діазотуванню та перетворюються на спирти з виділенням газоподібного азоту. Вторинні аміни дають N -нітрозаміни жовтого забарвлення. Третинні аміни зазвичай не вступають у цю реакцію.

## Зберігання та транспортування
Аліфатичні аміни зберігають у контейнерах із вуглецевої або нержавіючої сталі. Відносно невеликі кількості можна зберігати у скляній чи керамічній тарі. Водні розчини амінів мають лужну реакцію та поступово витравлюють скло. Етиламін необхідно зберігати під тиском, оскільки він газоподібний за кімнатної температури. Ізопропіламін (температура кипіння 32,4 °С) зберігають при охолодженні або під тиском. З міркувань зручності при транспортуванні ці аміни виробляють у вигляді водних розчинів (40 % або 70 %). Незважаючи на те, що аліфатичні аміни мають практично необмежений термін зберігання, їх необхідно оберігати від контакту з діоксидом вуглецю та атмосферною вологою.